# عايشالك (ألبوم)
عايشالك: هو ثالث ألبومات المطربة إليسا، صدر في 14 يونيو 2002. لاقى الألبوم إستحسانًا لدى الجمهور والنقاد، وحقق نجاحًا تجاريًا كبير في المبيعات حيث بلغت مبيعاته 2,950,000 نسخة لعام 2002. احتل عايشالك المرتبة الأولى من حيث المبيع في العالم العربي فور صدوره،وفي سابقة نادرة من نوعها ظل الألبوم في المرتبة الأولى لمدة ستة أشهر حتى منتصف ديسمبر 2002 موعد صدور ألبوم «طب ليه» لراغب علامة ليتراجع إلى المرتبة الثانية.وقد نُقلت العديد من أغاني الألبوم إلى لغات عديدة، حيث نقلت أغنية عيشالك إلى الصربية، والتركية، والروسية. كما نقلت أغنية أجمل أحساس بعد أن ذاعت في تركية إلى أربعة نسخ بواسطة المطربة فرهاد غوتشر،والمغنية فرديفس، والمطربة زينب كاساليني، والمغني سنان اكتشيل.
تم تصوير أغنية عيشالك في باريس تحت إدارة المخرج فابريس بيغوتي، وكانت أول فنانة عربية تظهر رسميًا بلباس صمم خصيصًا لها من قبل دور الملابس ديور. وتلقت إليسا في سبتمبر 2002 جائزة أفضل مطربة من الموريكس دور، كما فاز فيديو كليبها «أجمل إحساس» جائزة أفضل فيديو كليب في مهرجان الموسيقى في دبي.ونتيجة النجاح العربي الواسع، وقعت شركة بيبسي مع إليسا في ديسمبر 2003. وفي يناير 2004، ظهرت إليسا في المؤتمر الصحفي الخاص الذي عقدته شركة بيبسي في لندن إلى جانب بيونسي، بريتني سبيرز، وبينك لتكون الوجه الإعلاني للشركة في الشرق الأوسط.وفي نفس الشهر ديسمبر 2003، تم الإعلان بأنها سوف تكون الوجه الإعلاني لماركة راي بان العالمية.

## قائمة الأغاني
| اسم الاغنية  | كلمات         | الحان                     | توزيع          | مدة الاغنية |
| ------------ | ------------- | ------------------------- | -------------- | ----------- |
| عايشالك      | محمد رفاعي    | حسام حبيب، جان ماري رياشي | جان ماري رياشي | 4:40        |
| آه من هواك   | طوني أبي كرم  | جان ماري رياشي            | جان ماري رياشي | 4:44        |
| اجمل احساس   | محمد رفاعي    | محمد رحيم، محمد رفاعي     | جان ماري رياشي | 5:56        |
| شاغلني       | محمد رفاعي    | محمد رفاعي                | جان ماري رياشي | 4:13        |
| شلتك من قلبي | نبيل أبو عبدو | جيرارد فيرير              | جان ماري رياشي | 4:58        |
| مليون أحبك   | محمد رفاعي    | خالد عز                   | جان ماري رياشي | 6:00        |
| بعدا         | نبيل أبو عبدو | جان ماري رياشي            | جان ماري رياشي | 4:16        |
| كلمة حب      | نزار فرنسيس   | ناصر الأسعد               | جان ماري رياشي | 3:57        |
| لا تروح      | طوني أبي كرم  | ناصر الاسعد               | جان ماري رياشي | 4:07        |
| شو الحل      | نبيل أبو عبدو | تاركان                    | جان ماري رياشي | 4:15        |